# Krákan
Albums de Eivør Pálsdóttir
Eivør Pálsdóttir
(2000) Eivør
(2004)
Krákan est le deuxième album studio de la chanteuse féroïenne Eivør Pálsdóttir. Il est sorti en 2003.

## Liste des titres
| No  | Titre                 | Durée |
| --- | --------------------- | ----- |
| 1.  | Rósufarið             | 5:55  |
| 2.  | Har Heiti Eldur Brann | 4:51  |
| 3.  | Hjarta Mítt           | 3:16  |
| 4.  | Krákan                | 5:08  |
| 5.  | Kanska Ein Dag        | 4:58  |
| 6.  | Nú Brennur Tú Í Mær   | 4:59  |
| 7.  | Rura Barnið           | 6:09  |
| 8.  | Sum Sólja Og Bøur     | 5:32  |
| 9.  | Brostnar Borgir       | 4:00  |
| 10. | Sorgblídni            | 4:42  |
| 11. | Hjarta Mitt           | 4:48  |